# Anampses chrysocephalus
Anampses chrysocephalus är en fiskart som beskrevs av Randall, 1958. Anampses chrysocephalus ingår i släktet Anampses och familjen läppfiskar. IUCN kategoriserar arten globalt som livskraftig. Inga underarter finns listade i Catalogue of Life.

## Bildgalleri

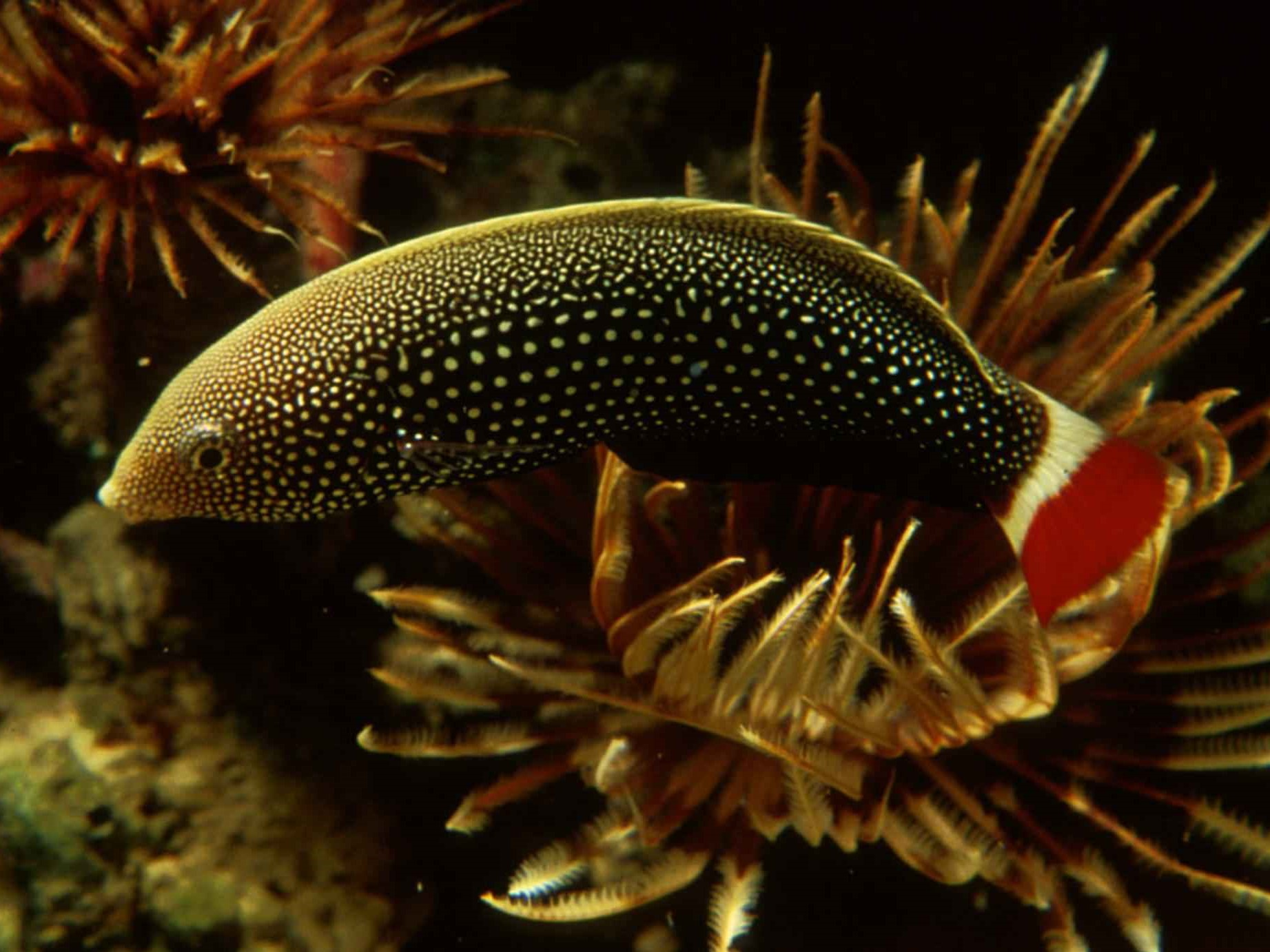